# 2022
L'any 2022 va ser un any comú començat en dissabte i correspon a l'any 1400 del calendari persa.
2022 ha sigut declarat Any Joan Fuster per l'Acadèmia Valenciana de la Llengua pel centenari del naixement de l'escriptor suecà.

## Efemèrides
Enguany farà vint anys de l'entrada en circulació de l'euro. També se celebraran els cent anys de la independència d'Egipte (28 de febrer) i de la fundació de l'extinta Unió Soviètica (30 de desembre), els dos-cents de les batalles equatorianes de Riobamba (21 d'abril) i el Pichincha (24 de maig) i de la independència del Brasil (7 de setembre) i els cinc-cents de l'arribada d'Ignasi de Loiola a Manresa.

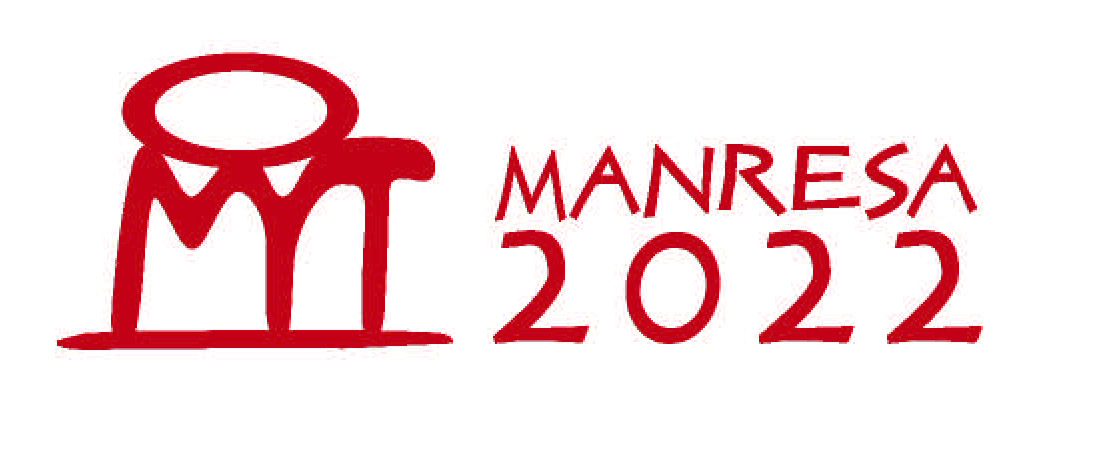
Manresa 2022
Eclipsi d'abril
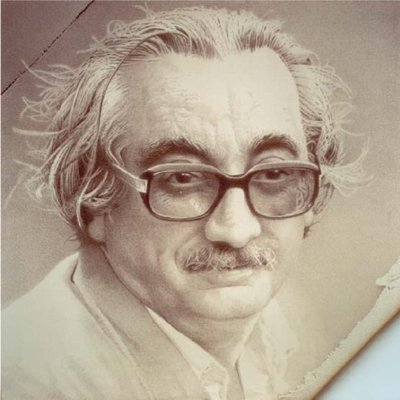
Joan Fuster

## Cronologia
| M/d   | Lloc    | Esdeveniment            | Àmbit      |
| ----- | ------- | ----------------------- | ---------- |
| 10/25 | Europa  | eclipsi solar           | astronomia |
| 02/04 | Pequín  | XXIV Olimpíada d'Hivern | deport     |
| 04/30 | Pacífic | eclipsi solar           | astronomia |
| 11/21 | Qatar   | XXII Mundial de Futbol  | deport     |

### Esdeveniments
- 14 de juliol, Ciutat del Vaticà: El papa Francesc publica el motu proprio Ad charisma tuendum sobre el nou estatut d'Opus Dei[2]
- 8 de desembre - La Unió Europea accepta l'adhesió de Croàcia a l'espai Schengen, a partir de l'1 de gener, però Àustria i els Països Baixos veten les de Romania i Bulgària.

### Ciència i tecnologia
- Alemanya preveu desmuntar l'última de les seves centrals nuclears
- L'Agència Espacial Europea té previst llançar el Jupiter Icy Moon Explorer
- Es preveu completar l'European Extremely Large Telescope i fer el primer viatge colonitzador al planeta Mart.[3]

### Cinema
El 29 de gener es lliuraren els IX Premis Feroz a l'Auditori de Saragossa.
Defuncions

### Morts
El 10 de gener morí el realitzador colombià Paco Lucio (Gamín);
el 29, el castellà Paco Lucio (Teo el pelirrojo);
el 31, el canari Roberto Pérez Toledo (Como la espuma).
L'11 de febrer, Isabel Torres (actriu).
El 17 de març, l'actor anglés Peter Bowles (Off the Rails);
el 24, la valenciana María Fernanda D'Ocón (Mala yerba.
El 2 d'abril, el documentaliste lituà Mantas Kvedaravičius morí mentre fugia del setge de Mariúpol;
el 15, l'actriu novaiorquesa Liz Sheridan (Qui és aquesta noia?);
el 21 de maig, la documentalista neerlandesa Heddy Honigmann;
el 25 de maig, la guionista hongaresa Lívia Gyarmathy.
El 5 de juny, la dobladora catalana Rosa Guiñón i Soro;
el 6, el guioniste palmesà Francesc de Paula Barceló i Fortuny.
El primer d'agost, el realitzador valencià Salvador Bolta (Noche oscura).
El 6 de setembre, el director alvernés Just Jaeckin (Emmanuelle).
El 4 d'octubre, l'actriu madrilenya Beatriz Álvarez-Guerra (Te fuiste antes de tiempo);
el 9, l'actor madrileny Paco Merino (Un franco, 14 pesetas);
el 25, el productor estatunidenc Jules Bass (El hòbbit).
El 8 de novembre, el realitzador valentí Llorenç Soler (Del roig al blau);
el 16, la feminista estatunidenca Carol Leigh (creadora del concepte «treball sexual»);
el 23, el portugués António da Cunha Telles (O Cerco).
El 8 de desembre, el japonés Yoshishige Yoshida (Ningen no yakusoku);
el 17, el realitzador anglés Mike Hodges (Crupier);
el 26, l'animador xinés Yan Dingxian (Nezha Nao Hai);
el 30, l'actriu Pepa Palau i Martí (Los últimos golpes de El Torete)…
- 4gen  Joan Copeland (The Private Lives of Pippa Lee)
- 6gen  Peter Bogdanovich (Noises Off)
- 6gen  Sidney Poitier (Sneakers)
- 9gen  Bob Saget (Full House)
- 17gen  Yvette Mimieux (The Black Hole)
- 17gen  Alicia Rio (Borderline)
- 19gen  Hardy Krüger (Objectiu mortal)
- 19gen  Gaspard Ulliel (Moon Knight)
- 2feb  Monica Vitti (Flirt)
- 5feb  Fernando Marías Amondo (La luz prodigiosa)
- 7feb  Margarita Lozano (La mitad del cielo)
- 9feb  Sebastian Bieniek (Die Spieler)
- 9feb  Alicia Hermida (Carreteras secundarias)
- 9 feb  André Wilms (Americano)
- 15feb  Arnaldo Jabor (Toda nudez será castigada)
- 17feb  Henny Trayles (Samy y yo)
- 23feb  Geraldo Sarno ("cinema novo")
- 24feb  Sally Kellerman (M*A*S*H)
- 6mar  Pavlo Lee (SelfieParty)
- 13mar  William Hurt (O Beijo da Mulher Aranha)
- 23mar  Raven Alexis (Bodi Heat)
- 2abr  Estelle Harris (Toy Story 4)
- 17abr  Catherine Spaak (Los pájaros de Baden-Baden)
- 21abr  Jacques Perrin (Le Peuple migrateur)
- 28abr  Juan Diego (No sé decir adiós)
- 26mai  Ray Liotta (Marriage Story)
- 28mai  Bo Hopkins (Hillbilly Elegy)
- 17jun  Jean-Louis Trintignant (Amor)
- 7set  Marsha Hunt (Johnny va agafar el fusell)
- 11set  Alain Tanner (A la ciutat blanca)
- 13set  Jean-Luc Godard (Film Socialisme)
- 14set  Irene Papas (La mandolina del capità Corelli)
- 22set  Jorge Fons (Rojo amanecer)
- 23set  Zack Estrin (Stranger than Fiction)
- 23set  Louise Fletcher (Algú va volar sobre el niu del cucut)
- 24set  Kitten Natividad (Up!)
- 26set  Venetia Stevenson (El dia del proscrit)
- 2oct  Sacheen Littlefeather (Freebie i Bean)
- 11oct  Angela Lansbury (El missatger de la por)
- 14oct  Robbie Coltrane (Harry Potter)
- 14oct  Kay Parker (Taboo)
- 5des  Kirstie Alley (Accidental Love)

### Còmic
```
Fa 3 anys
```

Al març, Planeta Cómic mamprengué la publicació bimensual dels mangues Dr. Slump i My Hero Academia en català.
Durant el 40 Comic Barcelona, el Grup Enciclopèdia Catalana presentà el segell Kaji Manga, sota el qual publicà el mateix any les obres Dodoma i Grendel.
Milo Manara publicà una adaptació d'El nom de la rosa.
Jan anuncià que l'àlbum Sueños frikis de Superlópez seria l'últim del personatge.
Liv Strömquist guanyà el premi Max und Moritz del Saló del Còmic d'Erlangen per l'edició alemanya d'Inne i spegelsalen.
A les acaballes d'any tancà la llibreria Imágenes de València.
Defuncions
El 25 de març morí l'autor italià Birago Balzano, dibuixant de Zora.
El 7 d'abril traspassà el mangaka japonés Fujiko Fujio A, cocreador de Doraemon i Hattori el Ninja.
El 18 d'agost, l'entintador novaiorqués Tom Palmer, el qual treballà per a Marvel.
El 7 d'octubre, el guioniste burgalés Juanito Mediavilla, cocreador de Makoki.
- 14gen  Ron Goulart (guioniste)
- 18gen  Narayan Debnath (autor)
- 18gen  Jean-Claude Mézières (dibuixant)
- 1feb  Brian Augustyn (Gotham by Gaslight)
- 14feb  Jordi Soler i Font (dibuixant)
- 21feb  Miguel Gallardo (Maria i jo)
- 28abr  Neal Adams (dibuixant)
- 6mai  George Pérez (dibuixant)
- 16juny  Tim Sale (dibuixant)
- 4jul  Remco Campert (Mandrill)
- jul  Kazuki Takahashi (Yu-Gi-Oh!)
- 20jul  Alan Grant (Lobo)
- 9ago  Raymond Briggs (When the Wind Blows)
- 11ago  Jean-Jacques Sempé (El petit Nicolas)
- 24ago  Lily Renée (Fiction House)
- 1set  Diane Noomin (DiDi Glitz)
- 27set  Vince Deporter (The Big Book of)
- 3oct  Kim Jung Gi (SpyGames)
- 7nov  Kevin O'Neill (The League of Extraordinary Gentlemen)
- 9nov  Carlos Pacheco (Fantastic Four)
- 11nov  Pierre Fournier (Red Ketchup)
- 15des  Calpurnio (Cutlass)

### Música
| M/d   | Artistes         | Títol                     | Estil     |
| ----- | ---------------- | ------------------------- | --------- |
| 03/25 | Antònia Font     | Un minut estroboscòpica   | pop       |
| 04/02 | Ginestà          | Suposo que l'amor és això | indie     |
| 04/29 | Els Pets         | 1963                      | rock      |
| 04/08 | Xavi Sarrià      | Causa                     | pop       |
| 10/21 | Arctic Monkeys   | The Car                   | indie     |
| 05/06 | Bad Bunny        | Un verano sin ti          | trap      |
| 08/12 | Hollywood Undead | Hotel Kalifornia          | metal     |
| 04/29 | Miranda Lambert  | Palomino                  | country   |
| 03/18 | Lisa Leblanc     | Chiac Disco               | pop       |
| 09/02 | Jon Pardi        | Mr. Saturday Night        | country   |
| 10/13 | Queen            | Face It Alone             | rock      |
| 05/13 | Amaia Romero     | Cuando no sé quién soy    | pop       |
| 03/18 | Rosalía          | Motomami                  | pop       |
| 05/13 | Sasha Alex Sloan | I Blame the World         | folk      |
| 05/20 | Harry Styles     | Harry's House             | pop       |
| 10/21 | Taylor Swift     | Midnights                 |           |
| 01/07 | The Weeknd       | Dawn FM                   | pop       |
| 05/06 | Warpaint         | Radiate Like This         | rock alt. |
| 03/20 | Weezer           | SZNZ: Spring (EP)         | rock alt. |
| 06/21 | Weezer           | SZNZ: Summer (EP)         | rock alt. |
| 09/22 | Weezer           | SZNZ: Autumn (EP)         | rock alt. |
| 12/21 | Weezer           | SZNZ: Winter (EP)         | rock alt. |

Morts
- 16gen  Manuel Cabero (Cor Madrigal)
- 6mar  Pau Riba (cantautor)
- 6mar  Jordi Richart (Arthur Caravan)
- 18mar  Bernabé Martí (tenor líric)
- 31mar  Pere Casas Torres (compositor)
- 4mai Alghero Ciro Fadda (mandoliniste)
- 18mai  Jesús Ventura i Barnet (sardaniste)
- 22jul  Núria Feliu (cantant de jazz)
- 2set  Jordi Cervelló i Garriga (compositor)
- 9oct  Josep Soler i Sardà (compositor)
- 21nov  Jaume Vilà i Figueras (tenora)

El 10 de gener morí el pianiste barceloní Jordi Sabatés;
el 13 de gener, el crític musical Jordi Maluquer i Bonet;
el 3 de febrer, el tenor elder Evelio Esteve;
el 14 de febrer, el director coral sabadellenc Francesc Olivella i Company.
El 17 de setembre, la soprano eldera Ana María Sánchez Navarro (n. 1959).

### Pilota
| Fi.   | competició                                 | mod.    |                               |
| ----- | ------------------------------------------ | ------- | ----------------------------- |
| 06/26 | 36é Individual CaixaBank                   | escala  | Puchol II                     |
| 07/03 | 35é Individual CaixaBank                   | raspall | Tonet IV                      |
| 12/03 | 1r Mà a Mà                                 | escala  | Puchol II                     |
| 12/24 | 1r Mà a Mà                                 | raspall | Ivan d'Ontinyent              |
| 10/15 | Individual Femení                          | raspall | Victòria de València          |
| 04/02 | 39a Lliga Caixabank                        | raspall | Vicent, Raúl i Murcianet      |
| 04/09 | 31a Lliga Caixabank                        | escala  | Puchol II, Santi i Carlos II  |
| 12/17 | 16a Lliga Caixabank                        | raspall | Irene, Myriam i Júlia         |
| 10/29 | 8a Copa Caixa Popular                      | raspall | Ian i Brisca                  |
| 11/05 | 15a Copa Caixa Popular                     | escala  | Soro III i Nacho              |
| 05/21 | 4rt Torneig Mancomunitats                  | raspall | Vercher, Seve i Lorja         |
| 08/27 | 14 Trofeu Diputació de Castelló            | escala  | Marc i Álvaro G.              |
| 11/26 | 4t Trofeu Mestres                          | raspall | Montaner, Tonet IV i Bossio   |
| 11/04 | 4a Copa 2 Caixa Popular                    | escala  | Héctor de Sueca i Bueno       |
| 02/26 | I Copa Diputació femenina                  | raspall | Aida, Amparo i Fanni          |
| 04/30 | I Copa President de la Diputació d'Alacant | raspall | Irene i Mar                   |
| 04/16 | 2a Lliga 2                                 | raspall | Salelles II i Bossio          |
| 04/16 | 2a Lliga 2                                 | escala  | José Salvador i Monrabal      |
| 03/13 | I Trofeu Ciutat d'Alzira                   | raspall | Ana, Mar i Mireia             |
| 05/20 | 6t Trofeu Vila-real CF                     | escala  | Marc, Nacho i Bueno           |
| 07/10 | Autonòmic Femení                           | raspall | Victòria i Mar                |
| 07/16 | 47é Trofeu El Corte Inglés                 | galotxa | Quart de les Valls            |
| 07/17 | Trofeu de Pilota Dénia                     | escala  | Francés i Félix               |
| 07/20 | Trofeu Bollo - Castelló de Rugat           | raspall | Salelles II, Tonet IV i Sergi |
| 11/12 | 6t Trofeu Mixt Masymas                     | escala  | Puchol II i Pere              |
| 11/12 | 6t Trofeu Mixt Masymas                     | raspall | Ivan i Canari                 |
| 07/23 | 5t Ciutat de Torrent                       | escala  | Puchol II, Jesús i Guillermo  |
| 07/26 | 32é Trofeu Tio Pena                        | escala  | José Salvador i Tomàs II      |
| 07/31 | 9é Diputació d'Alacant                     | escala  | Salva Palau i Pere Ribes      |
| 08/05 | 1r Trofeu Xeraco — Mas y Mas               | raspall | Moltó i Canari                |
| 08/20 | 4t Trofeu La Pobla de Vallbona             | escala  | Francés i Tomàs II            |
| 08/28 | 2n Trofeu de Castelló                      | raspall | Marrahí i Tonet IV            |
| 08/28 | 1r Trofeu de Vilamarxant                   | escala  | Puchol II i Monrabal          |
| 10/08 | 2n Trofeu La Marina                        | escala  | Pere Roc II, Pere i Héctor    |
| 08/05 | 24 Trofeu Gregori Maians                   | raspall | Salelles II i Tonet IV        |
| 09/04 | 17é Trofeu Enerhi                          | frontó  | Pere Roc II i Àlex de Paterna |
| 11/05 | 2n Trofeu La Llosa de Ranes                | raspall | Ivan i Canari                 |
| 11/20 | 2n Trofeu Família Bataller                 | raspall | Marrahí i Tonet IV            |
| 10/08 | 10 Trofeu Vila de Benissa                  | escala  | Puchol II, Félix i Hilari     |
| 12/29 | 3r Trofeu Nadalenc                         | escala  | Salva Palau i Nacho           |
| 12/30 | 33 Memorial Vicent Pérez Devesa            | escala  | Giner i Pere                  |
| 07/24 | 47é Autonòmic Masculí                      | raspall | Mario, Víctor i Borja         |
| 07/30 | Trofeu de Llargues                         | ratlles | Sella                         |

El 28 d'abril el mitger Félix anuncià que es retiraria a final d'any: l'última partida oficial que disputà va ser la del Trofeu Mestres el 15 de desembre, encara que tres dies més tard jugà una última partida d'homenatge al trinquet Rovellet de Dénia.
L'escalater Genovés II es retirà al setembre amb la intenció de presidir la Federació de Pilota Valenciana.
El 4 de novembre, el Congrés dels Diputats aprovà, a instàncies del diputat suecà Joan Baldoví i malgrat els vots en contra del PSOE, una nova Llei de l'Esport que reconeix la pilota valenciana com a deport federat i no, com llavors, solament un joc.
Al desembre, Soro III anuncià la retirada a final d'any, que tingué lloc divendres divendres 23 a Vila-real.

### Videojocs
| M/d   | títols                       | sist.        |
| ----- | ---------------------------- | ------------ |
| 01/28 | Pokémon Legends: Arceus      | Switch       |
| 03/16 | Rebecca to kikai no yōkan    | PC           |
| 03/25 | Kirby and the Forgotten Land | Switch       |
| 06/16 | Shredder's Revenge           | 8a gen.      |
| 08/30 | The Cowabunga Collection     | 8a i 9a gen. |
| 09/30 | FIFA 23                      | 8a, 9a, Win. |
| 10/14 | Scorn                        | XS, Win.     |
| 10/28 | Bayonetta 3                  | Switch       |

## Naixements
Països Catalans
Resta del món

## Necrològiques
Països Catalans
- 1 de gener - Badalona: Joan Soler i Amigó, pedagog i escriptor català, especialitzat en la recerca de la cultura popular (n. 1941).[49]
- 4 de gener - Barcelona: Joan Vinyals, guitarrista, compositor i productor musical català (n. 1958).[50]
- 5 de gener - Igualada: Antoni Dalmau i Ribalta, escriptor i polític català (n. 1951).[51]
- 6 de gener - les Borges Blanques: Albert Tarrats i Farrerons, militant independentista, activista cultural i restaurador català (n. 1943).[52]
- 10 de gener - Barcelona: Jordi Sabatés, pianista català (n. 1948).
- 11 de gener - Barcelona: Jordi Sabatés, músic català especialitzat en el jazz (n. 1948).[53]
- 14 de gener - Barcelona: Ricard Bofill i Leví, arquitecte i urbanista català (n. 1939).[54]
- 16 de gener - Barcelona: Manuel Cabero i Vernedas, director coral català (n. 1926).[55]
- 24 de gener - Sabadell: Joan Aymamí Viadé, periodista especialitzat en esports de motor i copilot de ral·lis català (n. 1950).[56]
- 3 de febrer - Barcelona: Toni Miró, dissenyador de moda català (n. 1947).
- 5 de febrer - Jordi Roviralta i Alegría, fotoperiodista català (n. 1966).[57]
- 10 de febrer - Sencelles: Maria Antònia Oliver, escriptora mallorquina. Premi d'Honor de les Lletres Catalanes 2016 (n. 1946).[58]
- 12 de febrer - Barcelona: Antoni Vadell i Ferrer, bisbe mallorquí (n. 1972).
- 13 de febrer - Manlleu: Jacint Sala Codony, escriptor català (n. 1945).
- 14 de febrer - Girona: Jordi Soler i Font, Hèlios fotògraf, dibuixant i periodista català (n. 1938).
- 17 de febrer
  - Barcelona: Esperança Martí i Salís, dirigent de l'àmbit sanitari (n. 1935).
  - Cardedeu: Andreu Canet i Català, supervivent de la Lleva del Biberó que va combatre a les batalles del Segre i de l'Ebre amb la 60a Divisió.[59]
  - València: Martín Luis Quirós Palau, metge i polític, diputat a les Corts Valencianes en la III, IV i V Legislatures (n. 1929).
- 17 de febrer - Esperança Martí i Salís, presidenta vitalícia del Patronat de la Fundació Puigvert i presidenta de la Unió Catalana d'Hospitals.
- 21 de febrer
  - Barcelona: Miguel Gallardo, dibuixant i guionista de còmic, i dissenyador, publicista i il·lustrador, creador de Makoki (n. 1955).
  - Madrid: Joaquín Bernadó Bertomeu, torero català (n. 1935).
- 22 de febrer - Barcelona: Miguel Gallardo, dibuixant i guionista de còmic, dissenyador, publicista i il·lustrador català (n. 1955).[60]
- 22 de febrer - Barcelona: José Martí Gómez, periodista valencià (n. 1937).[61]
- 5 de març - Palamós: Miquel Strubell i Trueta, sociolingüista català (n. 1949).
- 6 de març - Tiana: Pau Riba i Romeva, cantant polifacètic (n. 1948).
- 31 de març:
  - Girona: Francesc Pardo i Artigas, sacerdot catòlic català, bisbe de Girona (n. 1946).
  - Sabadell: Pere Casas Torres, compositor català (n. 1957).
- 5 d'abril - València: Manolo Algarra, artista faller (n. ?).[62]
- 6 d'abril - Sant Cugat del Vallès: Domènec Romera i Alcázar, empresari i polític català (n. 1936).
- 7 d'abril - Barcelona: Mercè Durfort i Coll, biòloga catalana (n. 1943).[63]
- 13 d'abril - Barcelona: Jorge Trías Sagnier, advocat i polític català (n. 1948).
- 24 d'abril - Monestir de Montserrat: Josep Massot i Muntaner, monjo benedictí, filòleg, historiador i assagista català (m. 2022).
- 29 d'abril - Girona: Maria Antònia Canals i Tolosa, mestra i matemàtica, cofundadora de l'Associació de Mestres Rosa Sensat (n. 1930).[64]
- 11 de maig - Terrassa: Joan Amat i Fontanals, jugador d'hoquei sobre herba català (n. 1946).
- 17 de maig - Barcelona: Rodri, futbolista català (n. 1934).
- 5 de juny - Barcelona: Rosa Guiñón i Soro, actriu catalana de doblatge i videojocs (n. 1932).[65]
- 6 de juny - Barcelona, Xesc Barceló, guionista i escriptor mallorquí establert a Catalunya (n 1943).
- 8 de juny - Barcelona: Aurora Altisent i Balmas, pintora, dibuixant i escultora catalana (n. 1928).[66]
- 9 de juny - Lleida: Àlex de Sárraga Gómez, advocat laboralista i polític català (n. 1946).
- 16 de juny - Girona: Josep Pau Garcia Castany, futbolista català (n. 1948).
- 17 de juny - Lleida: Manolo Solís del Valle, jugador d'hoquei sobre patins (n. 1929).
- 20 de juny - Barcelona: Jordi Bonet i Armengol, arquitecte i dirigent de l'escoltisme català (n. 1925).
- 19 de juliol:
  - Barcelona: Georgina Regàs i Pagès, cuinera i escriptora (n. 1932).
  - Ciutadella: Joan Francesc López Casasnovas, filòleg, poeta i polític menorquí (n. 1952).
- 22 de juliol - Barcelona: Núria Feliu, cantant i actriu catalana (m. 2022).
- 4 d'agost - València: Santiago Grisolía García, bioquímic valencià (n. 1923).
- 8 d'agost - Fogars de la Selva: Lluís Trepat i Padró, pintor català (n. 1925).
- 12 d'agost - Ciutat de Mèxic: Marta Palau Bosch, artista catalana nacionalitzada mexicana, exiliada del franquisme (n. 1934).
- 14 d'agost - Reus: Francesc Gras Salas, oftalmòleg català (n. 1921).
- 20 d'agost - Barcelona: Josep Espar i Ticó, empresari, política i activista cultural català (n. 1922).
- 27 d'agost - Torroella de Montgrí: Vicenç Pagès i Jordà, escriptor i crític literari català (n. 1963).
- 30 d'agost - Girona: Francesc Granell i Trias, economista i advocat català (n. 1944).
- 10 de setembre - Balaguer: Josep Maria Morell i Bitrià, xef i gastrònom català (n. 1944).
- 17 de setembre - Elda: Ana María Sánchez Navarro, soprano valenciana (n. 1959).
- 1 d'octubre - Barcelona: Àngel Casas i Mas, periodista, crític musical i presentador de televisió català (n. 1946).

- 3 d'octubre - València: Antoni Ferrer i Perales, poeta valenciià (n. 1943).[68]
- 8 d'octubre - la Bisbal d'Empordà: Albert Solà i Jiménez, conegut com «El monarca de la Bisbal», va ser un cambrer català que afirmava ser fill no reconegut del rei Joan Carles d'Espanya (n. 1956).
- 9 d'octubre - Barcelona: Josep Soler i Sardà, compositor i assagista català (n. 1935).
- 12 d'octubre - València: Bernat Adam Ferrero, compositor, director d'orquestra, pianista i musicòleg valencià (n. 1942).
- 17 d'octubre - Claudi Biern Boyd, productor, guionista i director de sèries d'animació, considerat el Walt Disney català (n. 1940).
- 11 de novembre - Barcelona: Joan Vila i Grau, pintor i vitraller (n. 1932).
- 26 de novembre - Barcelona: María Dolores Juliano Corregido, antopòloga social argentina.
- 27 de novembre - Londres: Francesc Vendrell i Vendrell, diplomàtic català (n. 1940).
- 2 de desembre - Barcelona: Jaume Camps i Rovira, polític i advocat català (n. 1944).
- 10 de desembre - Argentona: Llorenç Soldevila i Balart, escriptor, filòleg i historiador de la literatura (n. 1950).
- 29 de desembre - Sabadell: Jordi Roca i Tubau, dissenyador gràfic i artista polifacètic català (n. 1933).
- 30 de desembre - Pepa Palau i Martí, actriu, directora, guionista, locutora de ràdio, teatre i televisió catalana (n. 1938).

Resta del món
- 2 de gener - Anvers: Eric Walter Elst, astrònom belga, prolífic descobridor d'asteroides (n. 1936).
- 3 de gener - Nova York: Beatrice Mintz, embriòloga estatunidenca que va contribuir a la comprensió de l'enginyeria genètica, la diferenciació cel·lular i el càncer, particularment el melanoma (n. 1921).
- 5 de gener - Le Mure: Anatole Novak, ciclista francès (n. 1937).
- 11 de gener - Aviano: David Sassoli, polític, periodista i conductor televisiu (n. 1956).
- 4 de març, Kemper: Anne Beaumanoir, neurofisiòloga francesa, membre de la Resistència.[69]
- 13 d'abril, Palerm: Letizia Battaglia, fotògrafa i fotoperiodista italiana, coneguda pel seu treball sobre la Màfia (n. 1935).[70]
- 11 d'agost - Empús: Sempé, dibuixant de còmic francès (n. 1932).
- 13 d'agost - Breslau (Polònia): Natalia Lach-Lachowicz, més coneguda com a Natalia LL, artista conceptual polonesa pionera en el moviment artístic feminista.
- 23 d'agost - Doral (EUA): Rolando Cubela, revolucionari cubà (n. 1933).[71]
- 13 de setembre - París (França): Jean-Luc Godard, crític i director de cinema franco-suís.
- 14 de setembre - Chiliomodi, Corint: Irene Papas, actriu de cinema i teatre i cantant grega.[72]
- 8 d'octubre - Fornalutx, Mallorca: Gabrielle Beaumont, escriptora i directora de cinema.[73]
- 13 d'octubre - Nàpols: Costanzo Di Girolamo, filòleg romanista italià (n. 1948).[74]
- 29 de desembre - São Paulo: Pelé, futbolista brasiler.[75]
- 31 de desembre - Mater Ecclesiae: Benet XVI, 265è papa de l'Església Catòlica Romana (n. 1927).

## 2022 en la ficció especulativa
Les pel·lícules futuristes Soylent Green (1977), Evasió d'Absolom (1994), The Purge (2013) i la sèrie de manga Deadman Wonderland (2007) estan ambientades en un 2022 distòpic, com l'argument de les novel·les de la saga Sword Art Online (2009).
Els videojocs Cyberball (1988), Doom (versió SNES, 1995), Perfect Dark (2000) i Persona 5 (2016) també transcorren enguany.